# Cyril Newall

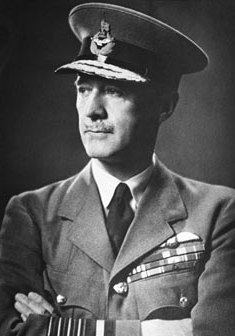
Cyril Newall

Marshal of the Royal Air Force Cyril Louis Norton Newall, 1st Baron Newall (15 februari 1886 – 30 november 1963) was een Britse piloot en politiek figuur. Hij was een officier bij de Royal Air Force en van 22 februari 1941 tot 6 juni 1946 gouverneur-generaal in Nieuw-Zeeland.

## Eerste jaren en Eerste Wereldoorlog
Newall werd in 1886 in India geboren. Hij studeerde aan de Bedford School en de Royal Military Academy Sandhurst en in 1905 werd hij toegevoegd aan de Royal Warwickshire Regiment. Hij diende later in de Noordwestelijke Grensprovincie. Terwijl in Groot-Brittannië was leerde hij vliegen in een Bristol dubbeldekker en verdiende de Royal Aero Club-certificaat nummer 144. Hij voltooide zijn cursus in 1913 bij de Central Flying School en werd geplaatst op de Indiase versie van de Flying School. Hij diende in Frankrijk tijdens de Eerste Wereldoorlog en werd in 1916 een wing commander onder Hugh Trenchard, die later de eerste Marshal of the Royal Air Force werd.

## RAF-carrière
Newall had een aantal hoge functies binnen de nieuw opgerichte Royal Air Force, zoals van 1926 tot 1931 was hij plaatsvervangend Chef van de Air Staff en in 1935 was hij Air Officer Commanding Middle East. In 1937 werd hij benoemd tot Chief of the Air Staff (CAS) en kwam daarmee aan het hoofd te staan van de RAF. Hij werd in vele hoeken gezien als iets van een dark horse, maar er werd weinig getwijfeld aan zijn kwalificaties. Hij begon meteen de Britse Home Force en RAF Bomber Command uit te breiden, maar hij werd echter gedwongen om zijn toewijding voor de bommenwerper te temperen.
Newall was nog steeds CAS tijdens de uitbraak van de Tweede Wereldoorlog. Zijn belangrijkste bijdrage aan de oorlog was zijn soms succesvolle tegenstand om gevechtseskaders te sturen naar Frankrijk om de Fransen te helpen. Hij was instaat om te voorkomen dat tien eskaders in juni 1940 naar Frankrijk zouden worden overgeplaatst en behield dus een groot deel van de gevechtseenheden die cruciaal zou worden tijdens de Slag om Engeland, zijn verzet werd door zijn superieuren gezien als onverzettelijkheid. Hij werd op 4 oktober 1940 bevorderd tot Marshal of the Royal Air Force en trad op 24 oktober 1940 af en koos Air Chief Marshal Sir Charles Portal tot zijn opvolger.

## Latere jaren
In 1941 werd hij benoemd tot gouverneur-generaal van Nieuw-Zeeland. Hij hielp mee aan de Nieuw-Zeelandse bijdrage aan de oorlog. In 1946 trad hij af als gouverneur-generaal van Nieuw-Zeeland. In 1946 werd hij benoemd in een peerage: Baron Newall, of Clipton upon Dunsmoor, in de County Warwick. Lord Newall ontving tussen 1946 en 1963 diverse eretekens.

## Onderscheidingen
- Ridder Grootkruis in de Orde van het Bad
- Order of Merit
- Ridder Grootkruis in de Orde van Sint-Michaël en Sint-George
- Orde van het Britse Rijk
- Albert Medaille